# Нечитайло Олександр Миколайович
Олександр Миколайович Нечитайло (нар. 16 лютого 1969 м. Херсон) — голова Вищого адміністративного суду України (2014—2017)

## Освіта
У 1994 році закінчив Українську державну юридичну академію за спеціальністю «Правознавство», кваліфікація — юрист, у 1999 році — Одеський філіал Української академії державного управління при Президентові України за спеціальністю «Державне управління», кваліфікація — магістр державного управління.
Кандидат юридичних наук.

## Кар'єра
З червня 1987 року по червень 1989 року — служба в лавах Радянської армії.
З червня 1993 року по вересень 1994 року — стажист помічника прокурора, помічник прокурора Голопристанського району прокуратури Херсонської області.
З вересня 1994 року по січень 1999 року — прокурор кримінально-судового відділу, прокурор, старший прокурор відділу загального надзору, заступник начальника відділу загального нагляду, заступник начальника відділу нагляду за додержанням законів щодо прав і свобод та захисту інтересів держави прокуратури Херсонської області.
З січня 1999 року по вересень 2002 року — суддя Арбітражного суду Херсонської області, суддя Господарського суду Херсонської області.
З вересня 2002 року по березень 2006 року — суддя Київського апеляційного господарського суду.
З березня 2006 року по червень 2014 — суддя, заступник голови судової палати, секретар судової палати Вищого адміністративного суду України.
16 червня 2014 року обраний головою Вищого адміністративного суду України.
5 вересня 2017 року звільнений з посади голови суду у зв'язку з поданням заяви про відставку.

## Особисте життя
Одружений.

## Нагороди та відзнаки
Нагороджений Почесною грамотою Вищого господарського суду та Ради суддів господарських судів України, Почесним знаком Вищого адміністративного суду України, Почесною грамотою Вищого адміністративного суду України, Почесною грамотою арбітражного суду, подякою Київського міського голови.
Заслужений юрист України.